# Erste Liga (Eishockey)

Logo der MOL Liga bis 2017

Die Erste Liga (bis 2017 MOL Liga) ist ein 2008 gegründeter südosteuropäischer Eishockeywettbewerb für Mannschaften aus Ungarn und Rumänien. In der Vergangenheit gab es auch einzelne Teilnehmer aus der Slowakei, Serbien und Österreich. Der frühere Name der Liga stammte vom damaligen Hauptsponsor des Wettbewerbs, dem ungarischen Mineralöl- und Gaskonzern MOL. Seit 2017 trägt die Liga nach dem neuen Hauptsponsor Erste Bank den Namen Erste Liga.

## Geschichte
Die MOL Liga ging aus der höchsten ungarischen Spielklasse, der Borsodi Jégkorong Liga, hervor. Vor der Saison 2007/08 wurden zwei Vereine aus Siebenbürgen, Rumänien, in diese Spielklasse aufgenommen: der HC Csíkszereda und der SC Miercurea Ciuc. Gleichzeitig verließ der ungarische Serienmeister Alba Volán Székesfehérvár die ungarische Liga und schloss sich der Österreichischen Eishockeyliga (EBEL) an.
Ein Jahr später erfolgte eine weitere Aufstockung der Teilnehmerzahl, als drei neue Teams in die Liga aufgenommen wurden: der Hauptstadtclub Budapest Stars, der rumänische Rekordmeister Steaua Bukarest und deren Landsleute von CS Progym Gheorgheni. Zusammen mit den beiden Mannschaften aus Miercurea-Ciuc wuchs die Zahl der rumänischen Mannschaften auf vier und somit knapp die Hälfte der insgesamt zehn Mannschaften an. Daher wurde die Liga aus der nationalen ungarischen Meisterschaft herausgelöst, die weiterhin parallel ausgetragen wurde und an der nur ungarische Teams teilnahmen. Die rein ungarischen Partien der MOL Liga stellten dabei die reguläre Saison der ungarischen Liga dar.
Von 2012 bis 2015 nahm mit den Ice Tigers Nové Zámky auch ein slowakischer Club an der Meisterschaft teil, der 2014 auch die Liga gewinnen konnte. 2016/17 nahm der HK Belgrad an der Liga teil, dessen Kader großteils der serbischen Nationalmannschaft entsprach.
Zur 2017 übernahm die österreichische Erste Bank das Hauptsponsoring der Liga, der Name wurde in Erste Liga geändert. Die erste Bank war zu dieser Zeit auch Titelsponsor der Österreichischen Eishockeyliga (Erste Bank Eishockeyliga). Von 2017 bis 2019 stellte der österreichische Club Vienna Capitals auch ein Farmteam in der Liga.
2018 wechselten mit MAC Budapest und DVTK Jegesmedvék zwei der besten ungarischen Teams der Liga in die slowakische Extraliga.
Alle rumänischen Teams nehmen parallel zur MOL Liga auch am Spielbetrieb der Rumänischen Eishockeyliga teil.

## Teilnehmer

### Mannschaften 2022/23
Folgende Teams nahmen in der Saison 2022/23 an der Erste Liga teil:
| Team                                        | Ort            | Spielzeiten                     | Halle                     | Kapazität |
| ------------------------------------------- | -------------- | ------------------------------- | ------------------------- | --------- |
| CSM Corona Brașov                           | Brașov         | seit 2009                       | Patinoarul Olimpic Brașov | 2.000     |
| Dunaújvárosi Acélbikák                      | Dunaújváros    | seit 2008                       | Dunaújvárosi Jégcsarnok   | 4.000     |
| Fehérvár AV19 II/Fehérvári Titánok/FEHA19 1 | Székesfehérvár | 2008/2009, 2010–2012, seit 2015 | Eishalle Székesfehérvár   | 3.500     |
| Ferencvárosi TC                             | Budapest       | seit 2008                       | Pesterzsébeti Jégcsarnok  | 1.800     |
| HSC Csíkszereda                             | Miercurea Ciuc | seit 2008                       | Vákár Lajos Műjégpálya    | 4.000     |
| Újpesti TE                                  | Budapest       | seit 2008                       | Újpesti Jégcsarnok        | 1.500     |
| Gyergyói HK                                 | Gheorgheni     | 2008/09, seit 2018              | Mujegpalya-Arena          | 1.000     |
| Debreceni EAC                               | Debrecen       | seit 2018                       | Debreceni Jégcsarnok      | 600       |
| Budapest Jégkorong Akadémia HC              | Budapest       | 2015–2018, seit 2020 2          | Vasas Jégcentrum          | 1.500     |
| DVTK Jegesmedvék                            | Miskolc        | 2015–2018, seit 2021            | Miskolci Jégcsarnok       | 2.540     |

### Ehemalige Teilnehmer
| Team                      | Ort            | Zeit                 |
| ------------------------- | -------------- | -------------------- |
| HC Csíkszereda            | Miercurea Ciuc | 2008–2009            |
| Steaua Bukarest           | Bukarest       | 2008–2009; 2010–2012 |
| HC Nové Zámky             | Nové Zámky     | 2012–2015            |
| Debreceni HK              | Debrecen       | 2014–2017            |
| HK Belgrad                | Belgrad        | 2016/17              |
| CSM Dunărea Galați        | Galați         | 2016/17              |
| Vienna Capitals II        | Wien           | 2017–2019            |
| KMH Budapest              | Budapest       | 2018–2020            |
| Budapest Stars/Vasas HC 3 | Budapest       | 2008–2011, 2018–2021 |

### Teilnehmer je Saison
| Saison     | 2008/09 | 2009/10 | 2010/11 | 2011/12 | 2012/13 | 2013/14 | 2014/15 | 2015/16 | 2016/17 | 2017/18 | 2018/19 | 2019/20 | 2020/21 | 2021/22 |
| ---------- | ------- | ------- | ------- | ------- | ------- | ------- | ------- | ------- | ------- | ------- | ------- | ------- | ------- | ------- |
| Ungarn     | 6       | 5       | 6       | 5       | 4       | 4       | 5       | 7       | 7       | 6       | 7       | 7       | 7       | 8       |
| Rumänien   | 4       | 2       | 3       | 2       | 2       | 4       | 2       | 2       | 3       | 2       | 3       | 3       | 3       | 3       |
| Slowakei   | —       | —       | —       | —       | 1       | 1       | 1       | —       | —       | —       | —       | —       | —       | —       |
| Serbien    | —       | —       | —       | —       | —       | —       | —       | —       | 1       | —       | —       | —       | —       | —       |
| Österreich | —       | —       | —       | —       | —       | —       | —       | —       | —       | 1       | 1       | —       | —       | —       |
| Gesamt     | 10      | 7       | 9       | 8       | 7       | 7       | 8       | 9       | 11      | 9       | 11      | 10      | 10      | 11      |

## Meister
| Saison  | Finale                                | Finale                                | Finale                                | Halbfinalisten *         |                           |
| Saison  | Sieger                                | Erg.                                  | Finalist                              |                          |                           |
| ------- | ------------------------------------- | ------------------------------------- | ------------------------------------- | ------------------------ | ------------------------- |
| 2008/09 | HC Csíkszereda                        | 3:0                                   | SC Miercurea Ciuc                     | Budapest Stars           | Újpesti TE                |
| 2009/10 | Budapest Stars                        | 3:1                                   | Újpesti TE                            | Dunaújvárosi Acélbikák   | SC Miercurea Ciuc         |
| 2010/11 | HSC Csíkszereda                       | 4:1                                   | Dunaújvárosi Acélbikák                | Budapest Stars           | Miskolci Jegesmedvék JSE  |
| 2011/12 | Dunaújvárosi Acélbikák                | 4:0                                   | Miskolci Jegesmedvék JSE              | ASC Corona 2010 Brașov   | HSC Csíkszereda           |
| 2012/13 | Dunaújvárosi Acélbikák                | 4:2                                   | HSC Csíkszereda                       | Miskolci Jegesmedvék JSE | Ice Tigers Nové Zámky     |
| 2013/14 | Ice Tigers Nové Zámky                 | 4:2                                   | ASC Corona 2010 Brașov                | Miskolci Jegesmedvék JSE | Dunaújvárosi Acélbikák    |
| 2014/15 | Miskolci Jegesmedvék JSE              | 4:0                                   | Ice Tigers Nové Zámky                 | ASC Corona 2010 Brașov   | Dunaújvárosi Acélbikák    |
| 2015/16 | DVTK Jegesmedvék                      | 4:0                                   | MAC Budapest                          | Debreceni HK             | Alba Volán Székesfehérvár |
| 2016/17 | DVTK Jegesmedvék                      | 4:1                                   | MAC Budapest                          | Újpesti TE               | Debreceni HK              |
| 2017/18 | MAC Budapest                          | 4:1                                   | DVTK Jegesmedvék                      | ASC Corona 2010 Brașov   | HSC Csíkszereda           |
| 2018/19 | Ferencvárosi TC                       | 4:1                                   | HSC Csíkszereda                       | DEAC Hockey              | Újpesti TE                |
| 2019/20 | Ferencvárosi TC und + HSC Csíkszereda | Ferencvárosi TC und + HSC Csíkszereda | Ferencvárosi TC und + HSC Csíkszereda | Gyergyói HK              | Újpesti TE                |
| 2020/21 | HSC Csíkszereda                       | 4:2                                   | ASC Corona 2010 Brașov                | Ferencvárosi TC          | DEAC Hockey               |
| 2021/22 | HSC Csíkszereda                       | 4:1                                   | FTC-Telekom                           | DEAC Hockey              | Gyergyói HK               |
| 2022/23 | Gyergyói HK                           | 4:3                                   | Ferencvárosi TC                       | Corona Brașov            | Budapest JAHC             |

### Übersicht
| Land     | Club                         | Meister | Finalist | Halbfinalist |
| -------- | ---------------------------- | ------- | -------- | ------------ |
| Ungarn   | Miskolci/DVTK Jegesmedvék    | 3       | 2        | 3            |
| Rumänien | HSC Csíkszereda              | 3       | 2        | 2            |
| Ungarn   | Dunaújvárosi Acélbikák       | 2       | 1        | 3            |
| Ungarn   | Ferencvárosi TC              | 2       | 2        | 1            |
| Ungarn   | MAC Budapest                 | 1       | 2        | 1            |
| Slowakei | Ice Tigers Nové Zámky        | 1       | 1        | 1            |
| Ungarn   | Budapest Stars               | 1       | –        | 2            |
| Rumänien | Gyergyói HK                  | 1       | –        | 2            |
| Rumänien | HC Csíkszereda               | 1       | –        | –            |
| Rumänien | ASC Corona 2010 Brașov       | –       | 2        | 4            |
| Ungarn   | Újpesti TE                   | –       | 1        | 4            |
| Ungarn   | DEAC Hockey                  | –       | –        | 3            |
| Ungarn   | Debreceni HK                 | –       | –        | 2            |
| Ungarn   | Alba Volán Székesfehérvár II | –       | –        | 1            |